# Huang Šjanfan
Huang Šjanfan (džuang: Vangz Yenfanh; poenostavljena kitajščina: 黄现璠; tradicionalna kitajščina: 黄現璠; pinjin: Huáng Xiànfán; Wade–Giles: Huáng Hsiènfán) kitajski zgodovinar, etnolog, antropolog in pedagog, * 13. november 1899, Fusui, Kitajska, † 18. januar 1982, Guilin, Ljudska republika Kitajska. Velja za enega najpomembnejših kitajskih etnologov 20. stoletja.